# لويد ميريت
لويد ميريت (بالإنجليزية: Lloyd Merritt)‏ هو لاعب كرة قاعدة أمريكي، ولد في 8 أبريل 1933 في سانت لويس في الولايات المتحدة.

## وصلات خارجية
- لويد ميريت على موقعبيزبول رفرنس.كوم (الدوري الرئيسي) (الإنجليزية)
- لويد ميريت على موقعبيزبول رفرنس.كوم (الدوري الثانوي) (الإنجليزية)